# Robert Carey, I conte di Monmouth
Robert Carey, I conte di Monmouth (Inghilterra, 1560 – Inghilterra, 12 aprile 1639), è stato un nobile e politico inglese.

## Biografia
Figlio minore di Henry Carey, I barone Hunsdon (ciambellano e primo cugino della regina Elisabetta I) e di Anne Morgan, figlia di sir Thomas Morgan e di Anne Whitney, Robert sin da giovane accompagnò diverse missioni diplomatiche all'estero e prese parte a spedizioni militari. Nel 1587 tentò di assaltare Sluis. Nel 1588 prestò servizio come volontario contro l'Invincibile Armada spagnola e comandò un reggimento nella spedizione del conte di Essex in Normandia in supporto a Enrico IV di Francia, protestante, nel 1591, prendendo parte all'Assedio di Rouen. Ottenne il cavalierato dal conte di Essex per aver interceduto per lui presso la regina.
Nei parlamenti del 1586 e del 1588 rappresentò la costituente di Morpeth; in quello del 1593, rappresentò Callington; ed in quelli del 1596 e del 1601, il Northumberland. Dal 1592 sino al termine del regno di Elisabetta occupò diversi incarichi nel governo al confine scozzese, venendo nominato Warden of the Middle March nel 1596, incarico che mantenne sino al febbraio del 1598.
Questo fu uno degli incarichi più importanti della sua vita in quanto fu responsabile della cessazione delle depredazioni lungo i confini. Il suo conflitto con il fyrebrande scozzese Robert Ker, I conte di Roxburghe venne sedato solo dalla grande abilità e dal tatto di Carey.
Nel marzo del 1603 fece visita alla corte ed alla regina nelle fasi terminali della sua malattia che egli descrisse nelle sue memorie. Ansioso di raccomandarsi al di lei successore, Giacomo I, e disobbedendo agli ordini del consiglio, a dorso di cavallo la mattina stessa della morte della regina il 24 marzo 1603 partì per essere il primo a comunicare a Giacomo la notizia, giungendo al palazzo di Holyrood il 26 marzo successivo, venendo così nominato dal nuovo sovrano all'incarico di Gentleman of the Bedchamber. La sua condotta, ad ogni modo, venne generalmente vista negativamente e censurata come "contraria ad ogni decenza, buona maniera e rispetto" ed all'arrivo di Giacomo in Inghilterra venne cacciato dai suoi incarichi.
Il 23 febbraio 1605, ad ogni modo, venne creato tutore del principe Carlo. La moglie di Carey, Elizabeth Trevanion, si prese nel contempo cura della salute del debole principe Carlo. Il principe imparò a camminare solo a tre anni e grazie proprio alla contessa, e questa fu vicino a lui per il resto della sua vita.
Nel 1611, venne creato Master of the Robes del principe, nel 1617 suo Ciambellano ed il 6 febbraio 1622 venne creato Barone Carey di Leppington. Nel 1623 seguì Carlo nella sua visita a Filippo IV di Spagna. A seguito dell'ascesa al trono di Carlo venne creato Conte di Monmouth nel 1626. Nel 1621 sedette in parlamento per l'ultima volta per la costituente di Grampound.
Morì il 12 aprile 1639. Suo figlio primogenito Henry Carey, II conte di Monmouth (1596–1661) gli succedette, ma morendo poi senza eredi maschi il titolo si estinse.
Le sue Memorie vennero pubblicate per la prima volta da John Boyle, V conte di Cork nel 1759. Una seconda edizione, con note di sir Walter Scott, venne stampata nel 1808.
Una nuova edizione è stata pubblicata nel 2005, ISBN 1-904466-29-X. The Stirring World of Robert Carey: Robert Carey's Memoirs 1577-1625.

## Matrimonio e discendenza

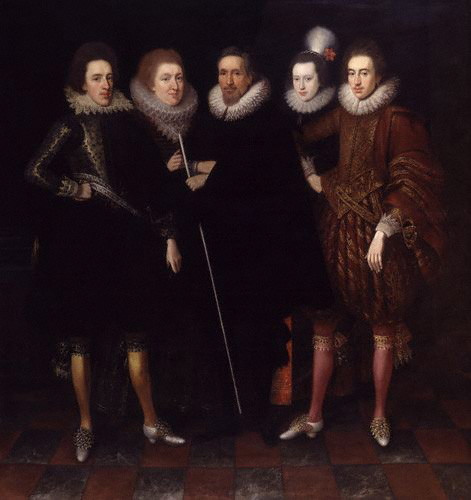
Il primo conte di Monmouth (al centro), con sua moglie Elizabeth ed i loro figli Henry (a sinistra), Philadelphia e Thomas.

Robert Carey sposò Elizabeth Trevannion, figlia di sir Hugh Trevannion e di Sybilla Morgan, il 20 agosto 1593. La coppia ebbe tre figli:
- Henry Carey, II conte di Monmouth (1596–1661)
- Thomas Carey (1598 - 1634), sposò Margaret Smith, figlia di Thomas Smith.
- Philadelphia Carey (? - 1655), sposò Sir Thomas Wharton e fu madre del IV barone Wharton.

## Nella cultura di massa
La scrittrice Patricia Finney, con lo pseudonimo di P.F. Chisholm, ha pubblicato una serie di racconti storici misteriosi aventi per protagonista sir Robert Carey:
- A Famine of Horses (1994)
- A Season of Knives (1995)
- A Surfeit of Guns (1996)
- A Plague of Angels (1998)
- A Murder of Crows (2010)
- An Air of Treason (2014)
- A Chorus of Innocents (2015)
- A Clash of Spheres (2017)